# 潘輝益

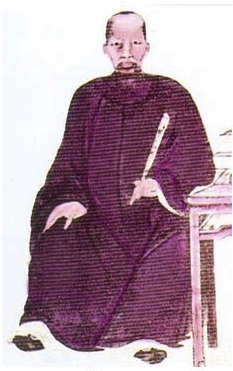
潘輝益

潘輝益（越南语：／；1751年1月9日—1822年3月13日），原名潘公厚，字謙受，號裕庵，越南西山朝與阮朝之交的學者和官員。

## 生平
景興十一年十二月十二日（1751年1月9日），潘輝益出生在乂安鎮德光府天祿縣收穫社（今屬河靜省祿河縣）。父親是進士潘漌。景興三十二年（1771年），潘輝益參加鄉試，考中乂安場解元，被派往山南鎮擔任官職。他成為吳時仕的學生，並娶其女為妻。景興三十六年（1775年），與吳時仕之子吳時任同時考中進士。景興三十八年（1777年），被鄭主任命為使者，冊封阮岳為恭郡公。
光中元年（1788年），阮惠北伐，滅後黎朝。潘輝益與吳時任等文官同受重用，輔佐吳文楚守北河。翌年阮惠擊退清朝的進攻，潘輝益隨范公治出使清朝議和。阮惠登基後，成為禮部尚書，封瑞岩侯（越南语：／）。
嘉隆元年（1802年），阮福映推翻西山朝，潘輝益向阮福映投降，被押至河內文廟前鞭笞，然後釋放。此後歸隱鄉里，研究詩文，將段氏點的詩《征婦吟》譯為喃字。
明命三年二月二十日（1822年3月13日），潘輝益在家去世。

## 作品
潘輝益著有《裕庵吟錄》和《裕庵文集》傳世。

## 家庭
其子潘輝注為著名學者。